# Glaresis pardoalcaidei
Glaresis pardoalcaidei es una especie de coleóptero de la familia Glaresidae.

## Distribución geográfica
Habita en Argentina.